# Madagaskar hvidøjet and
Madagaskar hvidøjet and (latin: Aythya innotata) er en dykand, der lever på det nordlige Madagaskar.